# Sandrinha (futebolista)
Sandra Francisca Pereira, mais conhecida como Sandrinha (Uberlândia, 26 de junho de 1985), é uma jogadora profissional de futebol feminino que atua no meio de campo como volante.  [carece de fontes?]

## Carreira

### Santos
Sandrinha iniciou sua carreira no Santos, sendo que sua primeira passagem pelo time do litoral durou de 2006 até 2011. Com as cores alvinegras, foi bicampeã da Copa Libertadores da América de Futebol Feminino de 2009 e 2010, além de ter conquistado outros títulos como o bicampeonato da Copa do Brasil de Futebol Feminino de 2008 e 2009.[carece de fontes?]

#### Caso Flamengo
Após longa passagem pelas Sereias, Sandrinha assinou Flamengo, o Rubro-Negro assumiria a equipe feminina do Peixe, que alegava desmonte da equipe feminina para manter Neymar na equipe por mais algum tempo, embora o mesmo oferecera ajuda para manter a equipe. Porém o Fla não mandou um representante à corte arbitral e o clube não se inscreveu para o Campeonato Carioca, ficando fora da competição.

#### Bangu
Devido ao descaso da diretoria flamenguista com o futebol feminino, as jogadoras e a comissão técnica foi absorvida por outros clubes. A maior parte das jogadoras ex-Santos foi contratada pelo Bangu do Rio de Janeiro, Sandrinha esteve entre elas.

#### Vitória das Tabocas
Em 2013, após o Santos Futebol Clube encerrar o futebol feminino por falta de patrocínio, Sandrinha transferiu-se para Vitória das Tabocas de Pernambuco junto com a sua parceira de clube e ex-Sereia Carol Arruda.

#### Rio Preto
Sandrinha também teve uma breve passagem pelo time do Rio Preto, pelo qual jogou a Copa do Brasil de 2014. Também em companhia de Carol Arruda.[carece de fontes?]

#### Retorno ao Santos
Em 2015, como o retorno das Sereias da Vila, a zagueira voltou à equipe. Em seu retorno conquistou o Campeonato Brasileiro de 2017 e o Campeonato Paulista de 2018. Permaneceu na equipe por mais 4 anos, em sua despedida, ao lado de Carol Arruda que também deixava o clube, recebeu uma placa do clube em homenagem à sua carreira na equipe.

#### Maccabi Kiryat Gat
Após longa história pelo clube da Baixada Santista, em novembro de 2019, Sandrinha com transferiu-se para o Maccabi Kiryat Gat de Israel em novembro de 2019, novamente Sandrinha também foi contratada junto com Carol Arruda. Na equipe conquistou três campeonatos nacionais, os Campeonato Israelense de 2020–21, 2021–22 e 2022–23.

## Títulos
Santos
- Copa Libertadores da América: 2009 e 2010
- Copa do Brasil: 2008 e 2009
- Campeonato Brasileiro: 2017
- Campeonato Paulista: 2007, 2010, 2011 e 2018[10]

Vitória das Tabocas
- Campeonato Pernambucano: 2013 e 2014